# Tiago Emanuel Santos

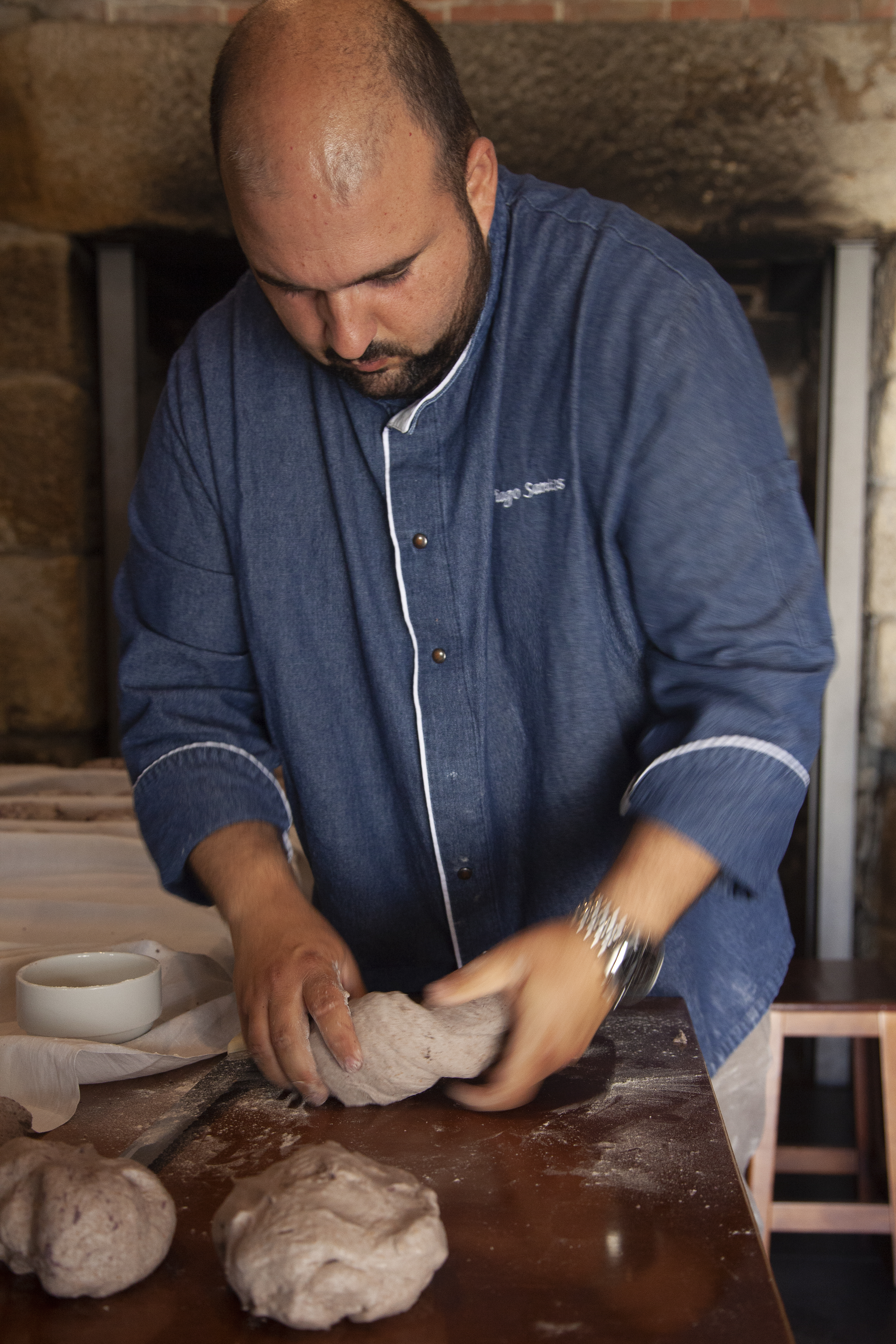
Chef Tiago Emanuel Santos

Tiago Emanuel Santos, natural da freguesia de Sarilhos Pequenos, Margem Sul do Tejo, encontra nas suas raízes e ancestrais, os pescadores e fragateiros do Tejo, de origens humildes é o seu berço que inspira a sua cozinha, com dotação técnica e muita criatividade posicionando a gastronomia tradicional portuguesa num patamar diferente.
Apontado como um dos novos grandes valores da cozinha Portuguesa, nasceu em 11 de Novembro de 1987, é Chef Executivo do Grupo Start que conta com restaurantes na Cidade de Lisboa, já liderou vários projectos de renome em Portugal, como o grupo Montepinto, grupo multinacional com interesses em Portugal e Venezuela,  Hotel de 5* Areias do Seixo, Grupo Champanherias, Penha Longa Resort e Spa, Escola Tecnica e Profissional da Moita, Escola de Hotelaria e Turismo do Estoril,  Projecto Cozinha 3D, e ainda com passagens em alguns dos melhores restaurantes do mundo como Alinea, WD 50, ou Blue Hill.
Licenciado em Geografia e Planeamento Regional, seguiu a sua formação em cozinha através da Escola de Hotelaria do Estoril, apresenta-se como um dos novos cozinheiros intelectuais do nosso país com um futuro extremamente promissor, "Auguro... ...um grande futuro ao Tiago. Ontem tive momentos de puro brilhantismo à mesa. Quando chegar à minha idade, será seguramente um dos melhores cozinheiros que este país terá e verá. Chef Joe Best
Conta com diversas presenças televisivas, desde programas da manhã ao Masterchef, é também responsável pelo progama de Rádio, "O chef é Que Sabe", que passa semanalmente na RDP e em Podcast.
Representou Portugal em diversos eventos internacionais de destaque, como o "Creative Chefs Summit" um dos maiores e mais importantes eventos de gastronomia da Europa de leste.